# Fintan Warfield
Fintan Warfield (sinh năm 1992) là một chính khách Sinn Féin người Ireland, và từng là Thượng nghị sĩ của khu vực Cultural and Educational Panel kể từ tháng 4 năm 2016. Anh được bầu là thượng nghị sĩ trẻ nhất ở Ireland.

## Sự nghiệp
Warfield là Thị trưởng của Hội đồng Quận Nam Dublin từ năm 2014 đến năm 2015, và là một nhà hoạt động LGBT đồng tính công khai. Anh đã quyên góp 10% lương thị trưởng của mình cho một nơi trú ẩn của phụ nữ, nhóm LGBT BeLonG To và Citywise (được biết đến với việc cung cấp hỗ trợ giáo dục cho thanh niên ở Jobstown).
Warfield là Thượng nghị sĩ đầu tiên của đất nước được bầu trong cuộc bầu cử Seanad năm 2016, đứng đầu cuộc thăm dò trên Cultural and Educational Panel vào ngày 25 tháng 4 năm 2016. Anh cũng giành được nhiều phiếu ưu tiên nhất so với bất kỳ ứng cử viên nào tham gia cuộc bầu cử năm hội đồng panel.
Kể từ khi đắc cử vào Seanad, anh đã lập bảng hai dự luật lập pháp: Dự luật bầu cử (Tu chính án) (Bỏ phiếu ở tuổi 16), nhằm mục đích giảm độ tuổi bỏ phiếu xuống 16 tuổi trong các cuộc bầu cử địa phương và châu Âu; và Dự luật Công nhận Giới tính (Sửa đổi) năm 2017, nhằm trao quyền nhận dạng giới tính cho những người trẻ không chuyển giới và phi nhị phân.
Anh là Chủ tịch của Sinn Féin Seanad về các vấn đề Thanh niên, quyền LGBT và Nghệ thuật.
Vào ngày 31 tháng 3 năm 2020, Warfield được bầu lại vào Seanad Éireann sau cuộc bầu cử vào thượng viện năm 2020.
Vào tháng 7 năm 2020, Warfield đã báo cáo cho Garda Siochána sau khi hành vi quấy rối và lạm dụng đồng tính trực tuyến và ngoại tuyến leo thang bắt đầu kéo dài đến các mối đe dọa chống lại các thành viên trong gia đình anh. Điều này xảy ra sau khi anh có bài phát biểu tại Seanad ủng hộ quyền người chuyển giới, nhưng cũng trong khoảng thời gian đó với hành vi quấy rối kéo dài chống lại TD Roderic O'Gorman của đảng Xanh, người cũng công khai là người đồng tính.

## Đời tư
Từng là một nhạc sĩ toàn thời gian, anh chơi guitar và hát. Anh là anh em họ của Derek Warfield và Brian Warfield (nhạc sĩ với The Wolfe Tones) và trước đây đã biểu diễn cùng họ.